# Мала Вас при Гросупљем
Мала Вас при Гросупљем (словен. Mala vas pri Grosupljem) мало је насеље у брдима северно од Свети Јуриј општина Гросупље у централној Словенији покрајина Долењска. Општина припада регији Средишња Словенија.
Налази се на надморској висини 345,2 м. Приликом пописа становништва 2002. године насеље је имало 264 становника.

## Име
Име насеља Мала вас промењено је 1990. у Мала вас при Гросупљем